# Earl of Westmorland
Earl of Westmorland ist ein erblicher britischer Adelstitel, der zweimal in der Peerage of England geschaffen wurde.

## Verleihungen und weitere Titel
Erstmals wurde der Titel am 29. September 1397 Ralph Neville, 4. Baron Neville verliehen. Bereits 1388 hatte er den am 24. Juni 1295 geschaffenen Titel Baron Neville de Raby geerbt. Der Titel wurde dem 6. Earl 1571 wegen Hochverrats aberkannt und seine Güter einschließlich Raby Castle bei Staindrop im County Durham wurde konfisziert, nachdem er sich 1569/70 an einem erfolglosen katholischen Aufstand (Rising of the North) beteiligt hatte.
In zweiter Verleihung wurde der Titel am 29. Dezember 1624 für Sir Francis Fane neu geschaffen, zusammen mit dem nachgeordneten Titel Baron Burghersh, of Burghersh in the County of Sussex. Über seine Mutter war er ein Nachfahre des letzten Earls erster Verleihung. 1626 erbte er de iure von seiner Mutter auch den 1264 geschaffenen Titel 4. Baron le Despencer, der nach dem Tod des 7. Earls zunächst in Abeyance und später an eine andere Linie der Familie fiel. Der spätere 7. Earl war bereits am 4. Oktober 1733 in der Peerage of Ireland zum Baron Catherlough, of Catherlough in the County of Catherlough, erhoben worden; dieser Titel erlosch jedoch bei seinem kinderlosen Tod am 26. August 1762, während die Titel Earl of Westmorland und Baron Burghersh an seinen Neffen dritten Grades fielen.

## Liste der Earl of Westmorland

Wappen des Earls of Westmorland (1397)

### Earls of Westmorland, erste Verleihung (1397)
- Ralph Neville, 1. Earl of Westmorland (1364–1425)
- Ralph Neville, 2. Earl of Westmorland (1408–1484)
- Ralph Neville, 3. Earl of Westmorland (1456–1499)
- Ralph Neville, 4. Earl of Westmorland (1497–1549)
- Henry Neville, 5. Earl of Westmorland (1525–1564)
- Charles Neville, 6. Earl of Westmorland (1542–1601) (Titel 1571 verwirkt)

### Earls of Westmorland, zweite Verleihung (1624)

Wappen des Earls of Westmorland (1624)

- Francis Fane, 1. Earl of Westmorland (1580–1629)
- Mildmay Fane, 2. Earl of Westmorland (1602–1666)
- Charles Fane, 3. Earl of Westmorland (1635–1691)
- Vere Fane, 4. Earl of Westmorland (1645–1693)
- Vere Fane, 5. Earl of Westmorland (1678–1699)
- Thomas Fane, 6. Earl of Westmorland (1683–1736)
- John Fane, 7. Earl of Westmorland (1685–1762)
- Thomas Fane, 8. Earl of Westmorland (1701–1771)
- John Fane, 9. Earl of Westmorland (1728–1774)
- John Fane, 10. Earl of Westmorland (1759–1841)
- John Fane, 11. Earl of Westmorland (1784–1859)
- Francis Fane, 12. Earl of Westmorland (1825–1891)
- Anthony Fane, 13. Earl of Westmorland (1859–1922)
- Vere Fane, 14. Earl of Westmorland (1893–1948)
- David Fane, 15. Earl of Westmorland (1924–1993)
- Anthony Fane, 16. Earl of Westmorland (* 1951)

Titelerbe (Heir Presumptive) ist der Bruder des aktuellen Titelinhabers, Hon. Harry Fane (* 1953).